# Бабоничи
Бабоничи (венг. Babonics, Vodicsai, хорв. Babonići) — хорватский дворянский род средневековой Славонии, наиболее заметными членами которого были баны (наместники) Славонии и Хорватии. Их возвышение началось на рубеже XII и XIII веков, когда они получили огромные поместья от венгерских королей. Через брачные союзы Бабоничи были связаны с графами Гориции, венецианской семьей Морозини и боснийским родом Котроманичей. Род Благай был боковой ветвью рода Бабоничей, который переселился в соседнюю Краину в конце XVI века после потери своих владений в долине реки Уна, захваченных турками-османами, и сыграл видную роль в словенском национальном возрождении в XIX веке. Они вымерли в 1898 году.

## Семейное древо
Ниже приводится полное генеалогическое древо, основанное на средневековой венгерской генеалогии венгерских историков Пала Энгеля (2001) и Аттилы Жолдоса (2011):
- Годемир
- Стефан I
- Бабонега I
  - Стефан II (уп. в 1243—1256), бан Приморья (1243—1249)
    - Стефан III (уп. в 1273—1300), бан Славонии (до 1295 года), предок Краинской линии
      - Ладислав (уп. в 1293)
      - Стефан V (уп. в 1293)
        - Генрих (уп. в 1345)
        - Стефан VI (уп. в 1345)

    - Радослав I (уп. в 1273—1294), бан Славонии (1288, 1292, 1294)

  - Бабонега II (уп. в 1249—1256)
    - Николас I (уп. в 1278—1292)
    - Стефан IV (уп. в 1278—1316), бан Славонии (1299; 1310—1316), предок линии Крупа (Крупский)[1]
      - Георг (уп. в 1321—1336)
      - Иоанн II (уп. в 1321—1328)
      - Денис (уп. в 1321—1370), женат был на Анне графине Ортенбург[1]
      - Павел (уп. в 1321—1381), женат был на Катарине графине Горицко-Тирольской[1], умер без наследников

    - Иоанн I (уп. в 1284—1334), бан Славонии (1317—1322), бан Хорватии и Далмации (1322)
      - дочь (уп. в 1328), муж — Петер II Кёсеги, предок семьи Херцег де Секше

    - Отто (уп. в 1284—1300)
    - Радослав II (уп. в 1284—1314)
      - Николас II (уп. в 1321—1330)
      - Дуджам (уп. в 1321—1369), предок семьи Благай.